# دييغو أوقستو تيكسيرا ألفيس
دييغو أوقستو تيكسيرا ألفيس هو لاعب كرة قدم برازيلي، ولد في 17 مايو 1991 في ساو باولو في البرازيل. لعب مع جمعية بورتوغيزا الرياضية ونادي إيتوانو.

## وصلات خارجية
- دييغو أوقستو تيكسيرا ألفيس على موقع قاعدة بيانات كرة القدم.إي يو (الإنجليزية)
- دييغو أوقستو تيكسيرا ألفيس على موقع Soccerway.com (الإنجليزية)